# Chase Griffin
Chase Griffin (* 3. August 1983 in Redmond, US-Bundesstaat Washington) ist ein US-amerikanischer Basketballtrainer und ehemaliger -spieler. Er stand nach seinem Studium in seinem Heimatland ab 2008 bis auf eine einjährige Unterbrechung in Finnland als Profi bei Vereinen in Deutschland unter Vertrag.

## Spieler
Griffin spielte während seines Studiums von 2003 bis 2007 an der evangelikalen Pepperdine University im kalifornischen Malibu für die Waves genannte Hochschulmannschaft in der West Coast Conference der NCAA Division I. In seinem Abschlussjahr war er innerhalb seiner Mannschaft Topscorer und stand die meisten Minuten auf dem Feld.
Erst im Januar 2008 unterschrieb Griffin seinen ersten Profivertrag bei Phoenix Hagen in der ProA, der zweiten deutschen Liga. In der Saison 2008/09 gelang mit dem Hagener Verein der Aufstieg in die erste Basketball-Bundesliga. In ihrer ersten Erstliga-Saison erreichte die Mannschaft, angeführt von Griffin als bestem Korbschützen, den Klassenerhalt in der Bundesliga. Zur Saison 2010/11 wurde Griffin vom Tabellennachbarn und Bundesliga-Gründungsmitglied aus Gießen verpflichtet. Nach einer Verletzung zu Saisonbeginn, der für Gießen ansonsten gut verlief, kehrte er aufs Spielfeld zurück. Die Hessen durchliefen eine Niederlagenserie. Nach einem Trainerwechsel und der Nachverpflichtung von weiteren US-Amerikanern sank Griffins Einsatzzeit, der auch zu Saisonende unter gesundheitlichen Beschwerden litt, so dass der neue Trainer Steven Key in einzelnen Spielen ganz auf ihn verzichtete. Für die Spielzeit 2011/12 wechselte Griffin zu Torpan Pojat in die finnische Hauptstadt Helsinki, wo er unter anderem mit dem ehemaligen Spieler der Skyliners Frankfurt Kimmo Muurinen zusammenspielte. 
Für die Saison 2012/2013 ging Griffin zurück nach Deutschland, wo er für den ProA-Aufsteiger Oettinger Rockets in Gotha spielte. Nach dem Klassenerhalt auf dem 14. und drittletzten Tabellenplatz erreichte die Mannschaft in der folgenden ProA-Spielzeit 2013/14 auf dem siebten Platz die Play-offs um den Aufstieg, in denen man in der ersten Runde am späteren Aufsteiger Crailsheim Merlins scheiterte. Griffin wechselte zum Erstliga-Absteiger SC Rasta Vechta, der jedoch in der ProA-Spielzeit 2014/15 nur den zehnten Platz belegte. Mit dem neuen Trainer Andreas Wagner reichte es dann in der ProA-Saison 2015/16 nicht nur zum ersten Platz nach der Hauptrunde, sondern auch zum Einzug in das Finale und damit zur Rückkehr in die höchste Spielklasse. Griffin blieb jedoch in der ProA und wechselte zum Erstliga-Absteiger Crailsheim Merlins.
In der Saison 2017/18 gelang ihm mit Crailsheim als Vizemeister der 2. Bundesliga ProA der Aufstieg in die erste Liga. Griffin trug im Saisonverlauf in 38 Einsätzen im Schnitt 12,1 Punkte je Begegnung bei.
Griffin blieb jedoch in der 2. Bundesliga, indem er sich während der Sommerpause 2018 dem Aufsteiger Artland Dragons aus Quakenbrück anschloss. Mit 15,6 Punkten pro Spiel war er in der Saison 2018/19 bester Korbschütze der Artländer in der 2. Bundesliga ProA. In seinem letzten Spieljahr als Berufsbasketballspieler ereilte Griffin mit den Quakenbrücken der Zweitligaabstieg. Anfang April 2022 gab der US-Amerikaner, dessen Stärke der Dreipunktewurf war, im Alter von 38 Jahren als Spieler seinen Rückzug aus dem Leistungssport bekannt.

## Trainer
Griffin trat seine erste Stelle als Trainer bei dem Verein an, bei dem er wenige Monate zuvor als Spieler zurückgetreten war und wurde im Juli 2022 Assistenztrainer der Artland Dragons in der 2. Bundesliga ProA. Er war bis 2024 im Amt. Im Juni 2025 wurde Griffin als Trainer des Regionalligisten BBG Herford vorgestellt.